# 諾丁漢特快
諾丁漢特快（英語：Nottingham Express Transit，NET）是英國諾丁漢的一個公共交通系統，全長32（20英里）。諾丁漢特快開通於2004年3月9日，並在2015年8月25日開通了延長部分。諾丁漢特快現在由諾丁漢路面電車公司運營維護。

## 外部連結

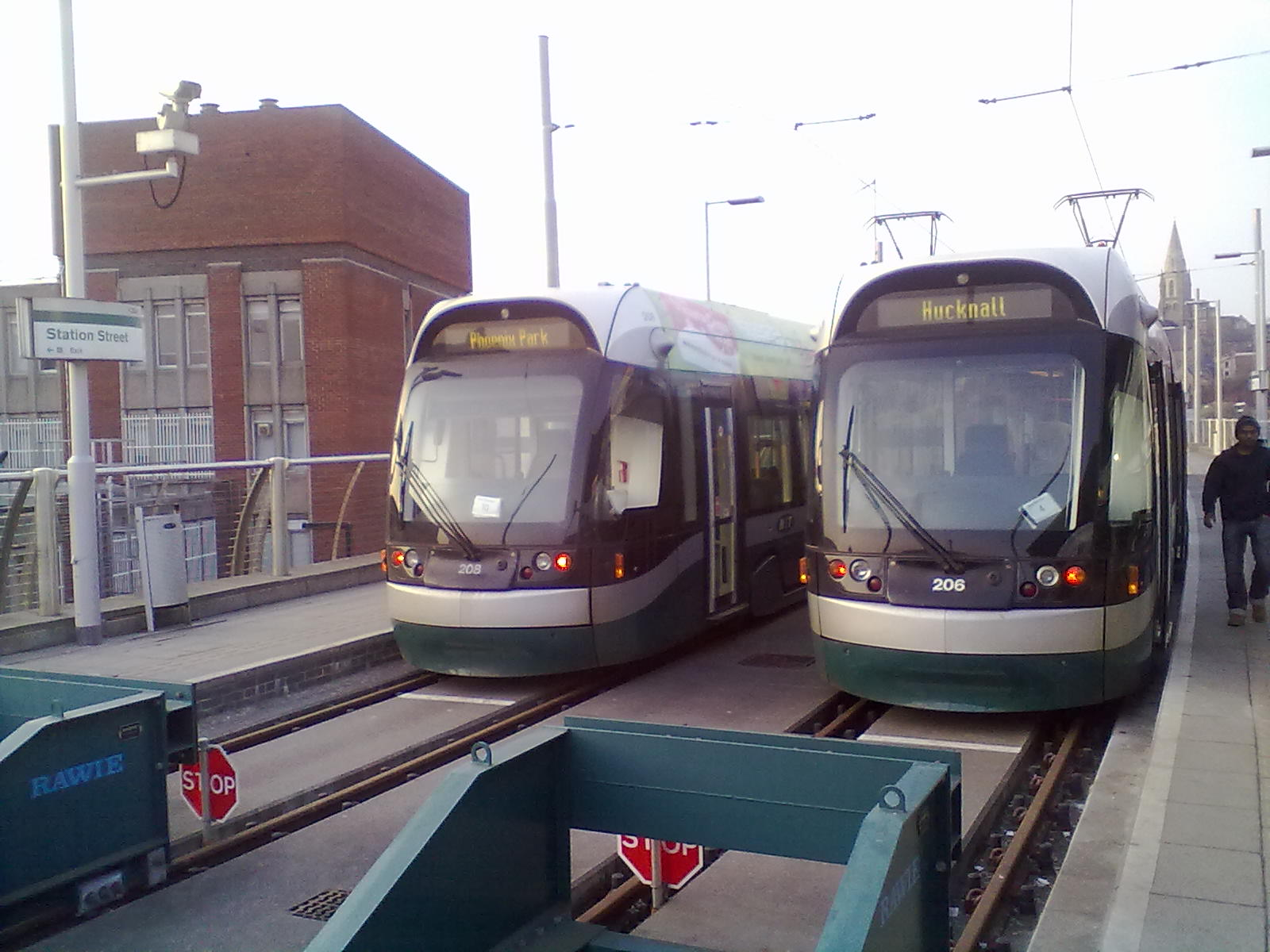
諾丁漢特快電車於諾丁漢站

路線圖（依實際位置）

路線圖

- Official website of Nottingham Express Transit（页面存档备份，存于）
- Official website of Tramlink Nottingham（页面存档备份，存于）
- A virtual ride on the Nottingham tram（页面存档备份，存于）